# Hugh Grosvenor (7e duc de Westminster)
Hugh Grosvenor, né le 29 janvier 1991 à Londres, est un noble britannique, duc de Westminster depuis le 9 août 2016. Sa fortune est estimée à environ 10 milliards de livres sterling en 2023.

## Biographie
Seul fils de Gerald Grosvenor, duc de Westminster, il étudie d'abord à l'école publique (son père ayant gardé une mauvaise expérience des pensionnats privés). Plutôt que le prestigieux collège pour garçons d'Eton où sont passés les princes William et Harry ou Boris Johnson, il est envoyé à Ellesmere College (en), une école privée de moindre réputation, à environ 30 000 livres sterling l’année. Il poursuit ses études en sciences de la Terre à l'université de Newcastle, où il obtient un titre de « Bachelor of Science ». Réputé discret, sa scolarité ne donne pas lieu aux frasques dont sont friands les tabloïds.
Il a deux sœurs aînées.
Il est connu sous le titre de courtoisie de comte Grosvenor jusqu'à la mort de son père le 9 août 2016, date à laquelle il hérite (en vertu de la règle de primogéniture masculine) des titres et de l'immense fortune familiale estimée à plus de 10 milliards d'euros, ainsi que de la société immobilière groupe Grosvenor, devenant l'aristocrate le plus riche en Grande-Bretagne. La fortune est logée dans des trusts, lui évitant de payer des droits de succession.
À sa naissance, son père avait déclaré : « Il est né avec la plus longue cuillère en argent dans la bouche, mais il ne peut pas se contenter de la sucer. Il doit rendre ce qui lui a été donné ».
Il est le parrain du prince George de Galles.
Sa famille est réputée pour son appétence pour la chasse. Il a fait partie de l’équipe nationale de ball-trap.

## Vie privée
Il se fiance en 2023 avec Olivia Henson qui travaille pour l’entreprise d’alimentation éthique Belazu. Le mariage est célébré le 7 juin 2024 à la cathédrale de Chester. Le couple a une fille, Cosima Florence, née le 27 juillet 2025 à Londres.

## Fortune
La famille Grosvenor possède la 12e fortune du Royaume-Uni et la 163e mondiale estimée par Bloomberg à 11,9 milliards de dollars en 2023.
Elle est principalement due à un patrimoine immobilier très important, comprenant notamment la quasi-totalité des immeubles des quartiers de Belgravia (le quartier le plus cher de Londres) et de Mayfair à Londres. Elle comprend aussi des milliers d’hectares de terres agricoles et de forêts dans le nord de l’Angleterre, dans les Highlands écossais et 15 000 hectares près de Séville, en Espagne.
Il apparaît dans les Paradise Papers en 2017 en raison de fiducies offshore détenues dans des paradis fiscaux.